# Руберт, Ирина Борисовна
Ири́на Бори́совна Ру́берт (урожд. Бабий; 17 апреля 1961, Ленинград — 13 июля 2021, Санкт-Петербург) — российский лингвист, доктор филологических наук, профессор.

## Биография
Родилась 17 апреля 1961 года в г. Ленинграде. В 1985 году окончила факультет иностранных языков Ленинградского государственного педагогического университета им. А. И. Герцена, квалификация «Учитель английского и немецкого языков» по специальности «Филология», а в 2019 году магистратуру Санкт-Петербургского государственного экономического университета по направлению «Экономика», программа «Экономика труда».
В 1987 г. поступила в аспирантуру при кафедре английской филологии ЛГПИ им. А. И. Герцена. В 1991 году в РГПУ им. А. И. Герцена защитила диссертацию на соискание ученой степени кандидата филологических наук по специальности 10.02.04 — Германские языки, тема «Типологические характеристики английских малоформатных текстов „рецепт“ и „полезный совет“» (научный руководитель — кандидат филологических наук, доцент А. Г. Гурочкина, официальными оппонентами на защите выступили доктор филологических наук, профессор Е. С. Кубрякова и кандидат филологических наук, доцент Е. Г. Хомякова), в 1996 году защитила диссертацию на соискание ученой степени доктора филологических наук на тему «Становление и развитие английских регулятивных текстов (структурно-семантические и когнитивно-прагматические аспекты)», научный консультант — доктор филологических наук, профессор И. К. Архипов. В числе прочих известных советских и российских ученых, оказавших влияние на научный профиль И. Б. Руберт, была профессор И. В. Арнольд.
С 1985 по 1987 гг. работала учителем в средней общеобразовательной школе № 525 с углубленным изучением английского языка Московского района г. Ленинграда.
Преподавательскую карьеру начала в 1987 году в РГПУ им. А. И. Герцена, работала на кафедре английской филологии, с 2001 года — в СПбГЭУ (ранее, до 2013 года, — Санкт-Петербургский государственный университет экономики и финансов). До 2003 года возглавляла кафедру английского языка № 1.
В 2003 году усилиями профессора И. Б. Руберт в СПБГУЭФ был организован Факультет лингвистики (впоследствии — Гуманитарный факультет), один из ведущих центров переводческого образования Санкт-Петербурга и России, сформирован коллектив, членами которого в разное время являлись такие филологи как д.ф.н., профессор В. В. Кабакчи, д.ф.н., профессор Н. А. Кобрина, д.ф.н., профессор А. А. Худяков, д.ф.н., профессор С. В. Киселева, д.ф.н., доцент Ю. Г. Тимралиева, д.ф.н., профессор В. Е. Чернявская, д.ф.н., профессор С. Л. Фокин, д.ф.н., профессор А. Д. Кривоносов, д.ф.н., профессор Е. А. Нильсен. В 2003—2005 гг. являлась деканом Факультета лингвистики, в 2006—2013 — деканом Гуманитарного факультета СПБГУЭФ. С 2013 по 2020 гг. — профессор кафедры теории языка и переводоведения, руководитель отделения Лингвистики, заместитель декана Гуманитарного факультета СПБГЭУ.
Также занимала должность декана факультета мировых языков и культур Русской Христианской гуманитарной академии, декана факультета филологии и журналистики Санкт-Петербургского института гуманитарного образования (по совместительству).
С 2020 года и до конца своей жизни являлась научным руководителем Гуманитарного факультета СПБГЭУ, профессором кафедры теории и практики английского языка и перевода.
Скончалась 13 июля 2021 года, похоронена 17 июля 2021 года на Северном кладбище Санкт-Петербурга.

## Научная деятельность
Профессор И. Б. Руберт являлась руководителем научно-педагогической школы «Язык и текст в синхронии и диахронии: коммуникативно-прагматические и когнитивно-семантические исследования» в СПБГЭУ. Под научным руководством ученого защищены более 40 диссертаций на соискание ученой степени кандидата и доктора филологических наук.
Автор более 150 научных и научно-методических работ на русском и английском языках, в том числе монографий, учебников и учебных пособий, статей в ведущих статусных российских и зарубежных научных журналах по лингвистике текста и дискурса, диахронической текстотипологии, когнитивной лингвистике, истории английского языка, терминоведению. Индекс Хирша — 11.
И. Б. Руберт принимала участие в научных конференциях и международных конгрессах в России и европейских странах. Член Российского профессорского собрания, Российской ассоциации лингвистов-когнитологов и ассоциации преподавателей английского языка SPELTA.
Председатель, позднее заместитель председателя диссертационного совета Д 212.354.09 при СПбГЭУ и член диссертационного совета Д 212.199.05 при РГПУ им. А. И. Герцена. Являлась членом экспертного совета ВАК РФ по филологии и искусствоведению.

## Основные труды

#### Авторские монографии
- Руберт И. Б. Тексты законодательной документации в синхронии и диахронии. Монография. — СПб.: Книжный Дом, 2007. — 224 c.
- Руберт И. Б. Становление и развитие английских регулятивных текстов". Монография. — СПб.: Образование, 1995. — 210 c.

#### Участие в коллективных монографиях
- Нильсен Е. А., Руберт И. Б., Киселева С. В. и др. Anglistics in modern society: Монография. — СПб: СПбГЭУ, 2020. — 184 c.
- Руберт И. Б. Когнитивные исследования и учебный процесс: теория и практика: статья в коллективной монографии «Трансформация непрерывного образования: теория и практика развития магистерского образования в условиях экономики знаний» / под ред. д.э.н., проф. И. А. Максимцева и др. — СПб.: СПБГЭУ, 2017. С. 102—110.

#### Научные статьи
- Руберт И. Б., Файбушевский М. В. Концепт и тематические группы: подходы к изучению терминосистем и переводу терминов // Когнитивные исследования языка. — 2019. — № 38. — С. 492—500.
- Руберт И. Б., Киселёва С. В. Когнитивные механизмы метафтонимии// Когнитивные исследования языка. — 2019. — № 36. — С. 419—426.
- Руберт И. Б., Тимралиева Ю. Г. Категоризация отношений «часть-целое» в гештальтпсихологии и литературе (на примере лирики немецкого экспрессионизма)// Когнитивные исследования языка. 2018. № 32. С. 274—282.
- Руберт И. Б., Арутюнян Э. Б. Интерпретация художественного текста как его десакрализация (на примере романа В. Вульф «Волны») // Верхневолжский филологический вестник, 2018. № 2. С.134-139.
- Руберт И. Б., Капитонова М. А. К вопросу о взаимодействии психолингвистики и устного перевода: межъязыковая интерференция // Журнал Сибирского федерального университета. Серия: Гуманитарные науки, 2017. Т. 10. № 3. С. 400—408.
- Руберт И. Б., Кривоносов А. Д. «Социопрагматические и лингвистические аспекты терминообразования (на примере терминов, обозначающих субъектно-объектную сферу PR)» Известия Санкт-Петербургского государственного экономического университета, no. 1 (91), 2015. C. 108—113.
- Набирухина А. В., Руберт И. Б. Систематическая интеграция международной составляющей в процессе преподавания иностранного языка // Потребность в новых кадрах для государственной администрации и гражданского общества: политика и экономика. Материалы международной научно-практической конференции. Ответственные редакторы: Н. В. Бурова, Н. Н. Покровская. 2015. С. 95—98.
- Руберт И. Б., Нильсен Е. А. Метафорические механизмы в акустических концептах // Studia Linguistica (Санкт-Петербург). 2002. № XI. С. 29—30.
- Руберт И. Б. Текст и дискурс: к определению понятий // Текст и дискурс. Проблемы экономического дискурса. Сборник научных трудов. Санкт-Петербургский государственный университет экономики и финансов. Санкт-Петербург, 2001. С. 23—38.
- Гурочкина А. Г., Руберт И. Б. Становление и развитие английских малоформатных текстов нехудожественной коммуникации // Язык: теория, история, типология: сборник научных статей, посвященный памяти д.ф.н., профессора, члена-корреспондента АН СССР В. Н. Ярцевой. М.: УРСС, 2000. С. 335—344.
- Руберт И. Б. Основные принципы анализа древнеанглийского текста // Лингвистические и дидактические аспекты анализа текста. Российский государственный педагогический университет им. А. И. Герцена, Санкт-Петербургский государственный университет. Санкт-Петербург, 1999. С. 69—73.
- Руберт И. Б. Антропоцентризм в концептуализации фаунистических понятий // К юбилею ученого: сборник научных трудов, посвященный юбилею д.ф.н., профессора, гл. н.с. лаборатории теоретического языкознания РАН Е. С. Кубряковой / отв. ред. О. В. Афанасьев. — М.: МГПУ, 1997. С. 115—120.
- Rubert I. B. Identifying the Ways of Camouflaging the Truth in the Modern Discourse // Journal of Modern Education Review, ISSN 21557993, USA November 2019, Volume 9, No. 11, pp. 675—679.
- Rubert I. B., Kiselyova S. V., Trofimova N. A. Linguistic and cognitive bases of differentiation of conceptual metaphors and metonymy // Linguistic Perspectives on the construction of meaning and knowledge. — 2019. — С. 222—245.
- Rubert I. B., Kononova I. V., Kochetova L. A. Corpus-Assisted Study of Discursive Practices in Russian-Language Car Advertisements // Proceedings of the 7th International Scientific and Practical Conference «Current issues of linguistics and didactics: The interdisciplinary approach in humanities» (CILDIAH), 2017.
- Rubert I. B. Evolution of instructive texts // В поисках смысла. сборник научных трудов, посвященный памяти профессора А. А. Худякова. Федеральное агентство по образованию, Санкт-Петербургский государственный университет экономики и финансов. Санкт-Петербург, 2010. С. 201—215.
- Rubert I.B. Interplay of english and danish legal ideas in old english laws // Semantic, Lexical, Pragmatic and Cultural Studies of Old English and Anglo-Saxon England. essays by the Finnish and Russian scholars in the wake of the post-conference symposium of ISAS 2001. St. Petersburg State University. 2002. С. 39—47.

#### Учебники и учебные пособия
- Руберт И. Б., Нильсен Е. А., Генидзе Н. К. История первого иностранного языка (английский язык): Учебник. — СПб.: Изд-во СПбГЭУ, 2020. — 162 с.
- Руберт И. Б., Киселева С. В., Малышева Е. В. The Lexicology of the English Language: Учебное пособие. — СПб.: Изд-во РХГА, 2018.— 43 с.
- Руберт И. Б., Кононова И. В. Курс лекций по семиотике: Учебное пособие. — СПб.: Изд-во СПбГЭУ, 2016. — 126 с.
- Руберт И. Б.,Полякова С. Е., Белоглазова Е. В. Коммуникативные сбои в ситуациях делового общения: Учебное пособие. — СПб.: Изд-во СПбГЭУ, 2012. — 75 с.
- Руберт И. Б. Текст в синхронии и диахронии. Эволюционные аспекты жанров: Учебное пособие по спецкурсу. — СПб.: АкадемПринт, 1998. — 62 с.

## Награды
- Почетная грамота Министерства науки и образования Российской Федерации (2010).